# ليغولاس

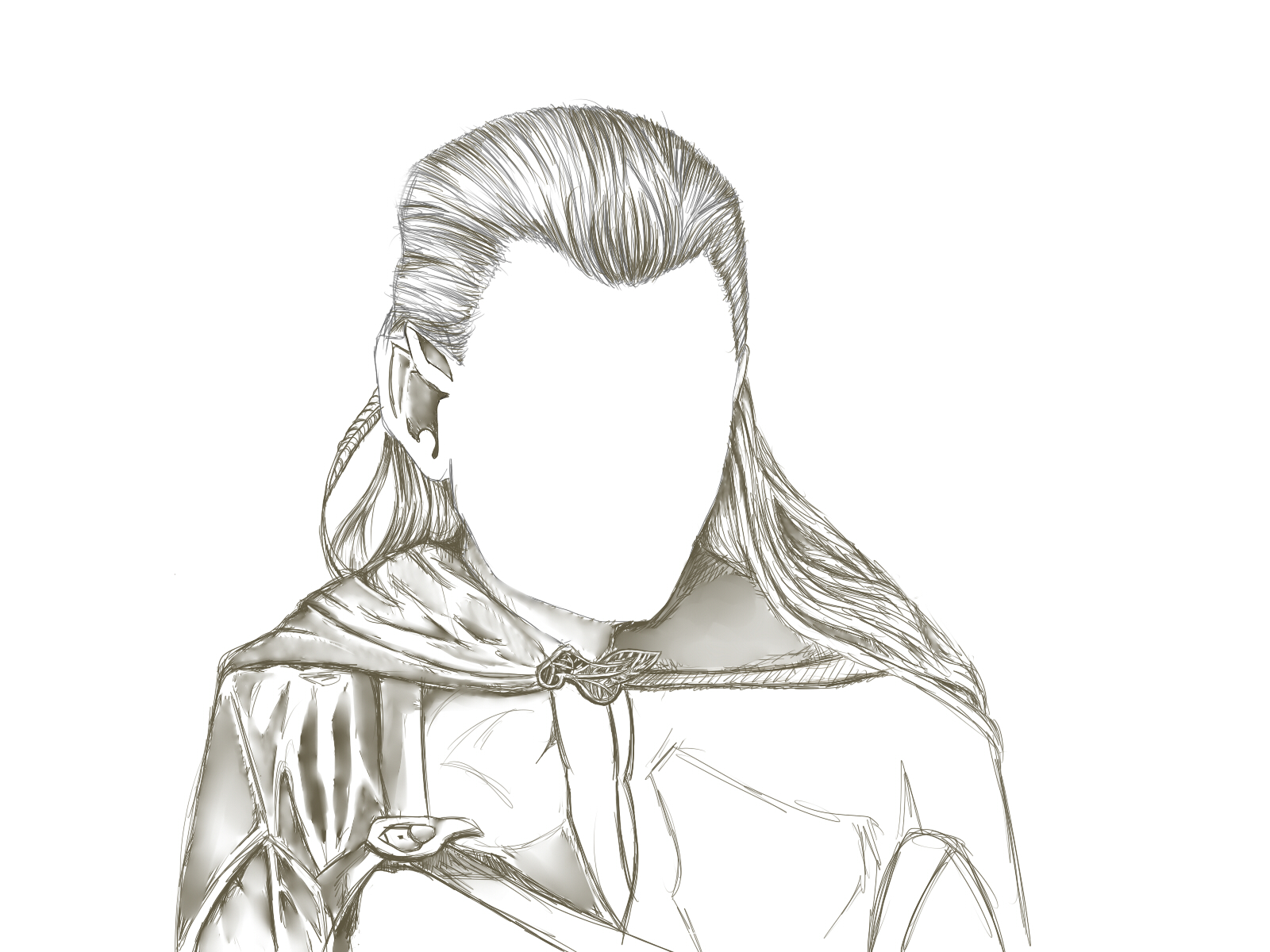
رسم تخيلي لشخصية ليجولاس

ليغولاس \ ليجولاس (بالإنجليزية: Legolas) هو شخصية خيالية من ملحمة سيد الخواتم للمؤلف ج.ر.ر تولكين وهو سيندارى من جنس الإلف الخالد (أحد الأجناس التي عاشت في الارض الوسطى) وهو ابناً لثرندويل واميرمملكة وودلاند الواقعة في ميركوود وقد أصبح أحد رفقاء الخاتم التسعة ممثلا للإلف في الرحلة السرية التي خرجت من ريفندل بقيادة جاندالف والتي ضمت فرودو باجنز حامل الخاتم الواحد لمساعدته في الوصول إلى جبل الهلاك لتدمير الخاتم حتى يتم تخليص الأرض الوسطى من ساورون (سيد الظلام) وتدميره للأبد.

## حقائق عن الشخصية

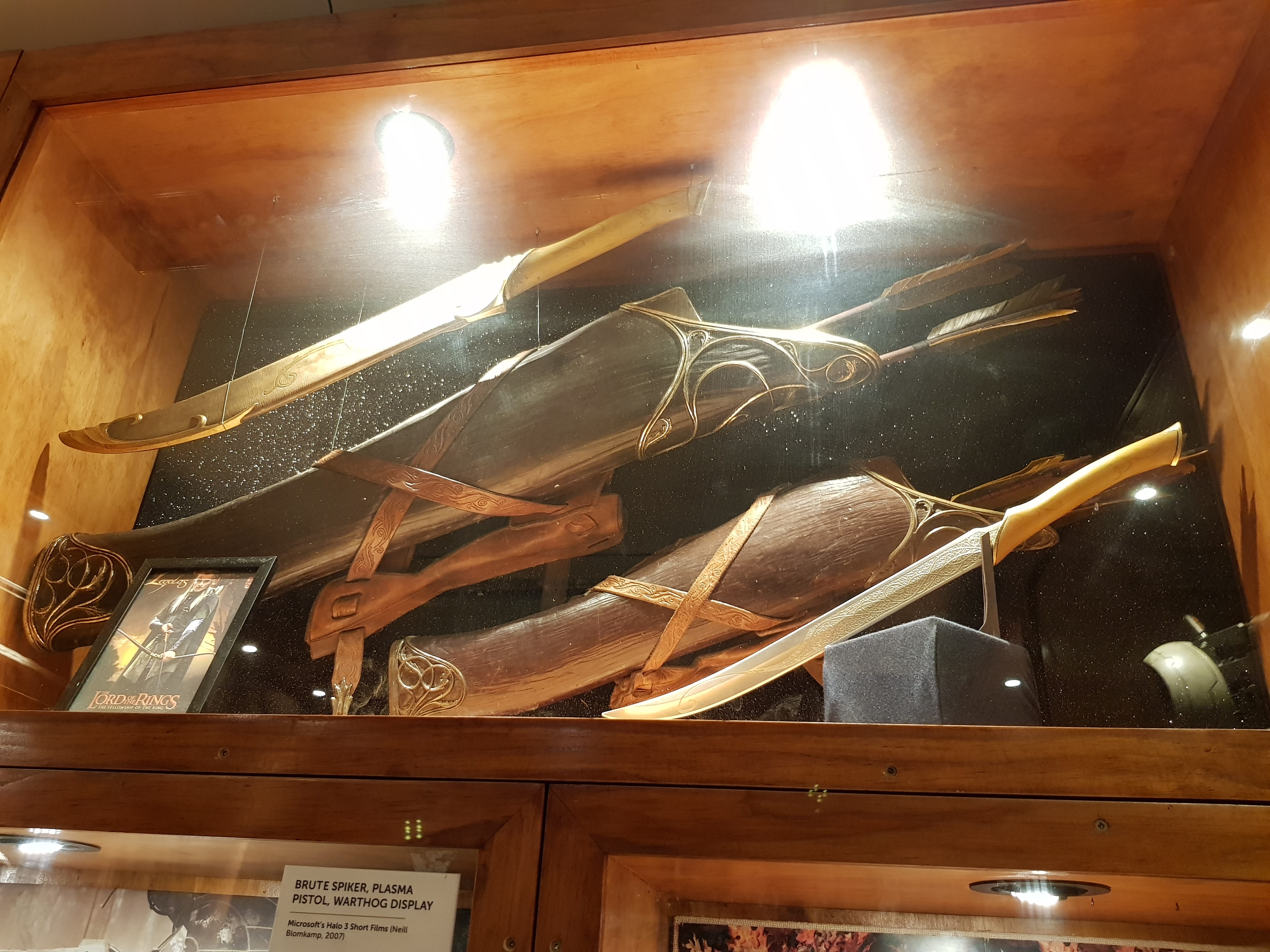
اسلحة ليجولاس المستخدمة في أفلام بيتر جاكسون المقتبص من السلسلة

- ظهرت الشخصية في فيلم (ذا هوبت) لبيترجاكسون لكنها لم تذكر في الكتاب
- سلاحه الاساسى كان قوس بالإضافة إلى خنجر
- ذهابه إلى ريفندل كان بصفة مراسل للإبلاغ عن هروب جولم
- عاش ليجولاس مع إلف السيلفان في ميركوود لكنه كان من اصل سيندارى

## علاقته مع جيملى
نشأت بينه وبين جيملى علاقة صداقة فريدة من نوعها بين الف وقزم وقد ادت هذة العلاقة إلى تخفيف حدة الصراع بين الجنسين واقامة علاقة تفاهم بينهم جديدة قبل رحيلهم عن الأرض الوسطى. بعد احداث حرب الخاتم رافق جيملي لجولاس إلى الاراضى المباركة مع باقى الإلف وحملة الخاتم الاوحد وجاندلف كاستثناء حيث انه القذم الوحيد الذي عبر إلى هنالك